# Tennis for Two
Tennis for Two er et tennisspil udviklet af William Higinbotham i 1958 på en analog datamaskine. Spillet vises på et oscilloskop. Det bliver regnet for at være et af de første dataspil som blev udviklet.